# Carchariostomoides
Carchariostomoides es un género de foraminífero bentónico de la familia Stilostomellidae, de la superfamilia Stilostomelloidea, del suborden Buliminina y del orden Buliminida. Su especie tipo es Ellipsonodosaria dentaliniformis. Su rango cronoestratigráfico abarca desde el Tortoniense (Mioceno superior) hasta el Calabriense inferior (Pleistoceno medio).

## Discusión
Clasificaciones previas incluían Carchariostomoides en el suborden Rotaliina del orden Rotaliida.

## Clasificación
Carchariostomoides incluye a la siguiente especie:
- Carchariostomoides dentaliniformis †